# When Women Rule (film 1912)
When Women Rule è un cortometraggio muto del 1912 diretto da Joseph Sullivan. Prodotto dalla Selig Polyscope Company, aveva come interpreti Harry Lonsdale e Myrtle Stedman.

## Trama
La quiete e la pace della casa di  John O'Connell viene messa sottosopra dalle idee delle suffragette.

## Produzione
Il film fu prodotto dalla Selig Polyscope Company.

## Distribuzione
Distribuito dalla General Film Company, il film - un cortometraggio di una bobina - uscì nelle sale cinematografiche statunitensi il 26 febbraio 1912.